# Партизански покрет (Власотинце) 1944
Партизански покрет је у Власотиначком крају, југоисточна Србија, дејствовао током целог Другог светског рата. Овај чланак се бави активностима из ратне 1944. године.
Хронологија партизанских активности у Власотиначком крају је због своје дужине подељена по ратним годинама. Остали чланци у овој групи су:
- Ратна 1941. година
- Ратна 1942. година
- Ратна 1943. година
- Ратна 1945. година

Уводни чланак је Партизански покрет у Власотиначком крају.

## Ратна 1944. година
Током 1944. године народноослободилачке снаге су на десној обали јужне Мораве прерасле у крупне јединице нарослободилачке војске Југославије. Формиране су: 
- 4. фебруара - 5. Јужноморавска НОП бригада,
- 8. марта - 6. Јужноморавска НОП бригада,
- 10. априла - Први врањски НОП одред,
- 25. априла - Бабички и пиротски НОП одреди,
- 10. маја - Десета српска бригада,
- 12. маја - Косовска бригада,
- 19. маја - Други врањски НОП одред,
- 22. маја - Дванаеста српска бригада,
- 29. маја - 22. српска дивизија,
- 30. маја - Царибродски НОП одред,
- 21. августа - 20. српска бригада,
- 5. септембра - 25 српска бригада,
- 12. септембра - Прва власотиначка и прва врањанска бригада,
- 14. септембра - Прва сурдуричка бригада,
- 15. септембра - 26. Српска бригада,
- 16. септембра - 27. Српска бригада, и
- 20. септембра - 46. Српска дивизија.

Поред њих на десној обали Јужне Мораве формиране су и друге: бугарски партизански одред „Христо Ботев“, прва и друга Софијска бригада, команде места, подручја и друго.
Одзивајући се Немачкој, на овом делу фронта Бугарска армија је ангажовала 50 000 војника.
За време мајско-јунске бугарске офанзиве партизанске снаге на подручју власотиначког краја су нарастале формирањем 10. Српске бригаде, Косовске бригаде, 12. бригаде, 22. Српске дивизије и формирањем прве и друге Софијске бригаде, ангажованих у борби против Бугара и Немаца у овом подручју.
Почетком септембра 1944. године Бугарска је избачена из савезништва са фашистичком Немачком.
На територији власотиначког среза налазиле су се следеће непријатељске снаге према датим историјским изворима:
- У Власотинцу: Недићевски одред српске државне пољске страже са око 150 жандара и штаб одреда српске дрзавне граничне стразе са око 50 граничара. Гранични водови са 35-50 војника били су лоцирани у Грделици, Козару, Дадинцу, Великом Боњинцу и другим местима. Поред квислиншких снага, у Власотинцу је повремено боравио батаљон бугарске окупаторске војске. Током пролећа и лета у Власотинцу су снаге недићеваца биле повећане на око 450 војника и офићира:

- У Свођу се налазио штаб 3. Бугарског граничног батаљона, а у Крушевици гранична чета;

- На простору села Липовица, Рајно Поље и Конопнице, налазио се штаб Власинског четничког корпуса са првом бригадом у јачини око 130-150 четника. Командант корпуса био је поручник бивше југословенске војске Живојин Митић из Сурдулице;

- У селу Велика Сејаница била је лоцирана друга четничка бригада Власинског корпуса са око 130 четника. Командант бригаде био је поднаредник бивше југословенске војске Цедомир Тодоровић-Ахил;

- У селу Дадинцу била је лоцирана трећа четничка бригада Власинског корпуса са око 80-100 четника. Командант бригаде био је потпоручник бивше југословенске војске Сцепан Церовић;

- У школи на Лопушким Мејанама била је смештена бугарска гранична база са око 100-120 војника;

- На караулама Тумба (пл. Крушевица), Црна Бара, Бегово Браниште, Манастириште, Брезовица, Морић, Виље коло, Дедина Бара, јужни део Грделице, село Ораовића, налазиле су се бугарске граничне посаде од 20 до 30 војника;

- У Грделици су били чета из 6. Бугарског етапног (посадног) пука, немачка командна места, финансијска испостава са око 40-50 финанса и вод Недићеве српске државне граничне страже са око 50 граничара.

Почетком 1944. године створена је слободна територија на подручју Црне Траве и Криве Феје. По ослобођењу Власотинца (8-10. октобра 1944) и других места на југу Србије, борци из власотиначког краја су наставили борбу на Косову, Дрини и Срему и у другим крајевима до коначног ослобођења од окупатора.